# 解放日 (福克蘭群島)
解放日（英語：Liberation Day）是福克蘭群島的國慶日，紀念1982年6月14日福克蘭戰爭結束時福克蘭群島居民從阿根廷軍事佔領下解放。
每年的6月14日為慶祝日（當14日為星期日時，則在6月15日慶祝），是一個公共假日。紀念活動包括在基督教堂大禮堂舉行感恩儀式，隨後在解放紀念碑前敬獻花環，並在史坦利舉行閱兵典禮。